# Dumboms lefverne
Dumboms lefverne är en satirisk dikt av Johan Henric Kellgren från 1791.  
Kellgren syftade troligen på den samtida diktaren Per Ulric Enbom som utmärkte sig för pekoralistisk känslosamhet. Man brukar tillskriva Kellgren uppkomsten av ordet Dumbom, som berstår av dum och familjenamnsändelsen -bom.   
Flera stycken ur verket har övergått till ordstäv. Dikten har franska förebilder, men överträffar dessa i sin satiriska kraft.